# Uhlhorn (Dötlingen)
Uhlhorn ist ein Ortsteil der Gemeinde Dötlingen im niedersächsischen Landkreis Oldenburg im Naturpark Wildeshauser Geest.
Der drei Kilometer östlich vom Ortskern Brettorfs gelegene Ortsteil hat 42 Einwohner (Stand: 1. August 2022) und gehört zur Bauerschaft Brettorf. Durch den Ort verläuft die Bundesstraße 213 von Delmenhorst nach Wildeshausen. Nach Westen zweigt die Kreisstraße 236 Richtung Brettorf ab.
An der Straße Landriede befindet sich auf dem Gelände der ehemaligen Standort Munitionsniederlage 241/3 der Gewerbepark Uhlhorn. Im Zweiten Weltkrieg befand sich auf diesem Gelände ein Scheinflugplatz, der mit Bunkeranlagen und Attrappen zur Ablenkung dienen sollte.
In Uhlhorn an der Bundesstraße befindet sich eine Landschaftsgärtnerei auf der Hofanlage Uhlhorn aus dem 19. Jahrhundert.

## Geschichte
Uhlhorn wird erstmals im Jahre 1487 urkundlich erwähnt.